# Judocus de Vos

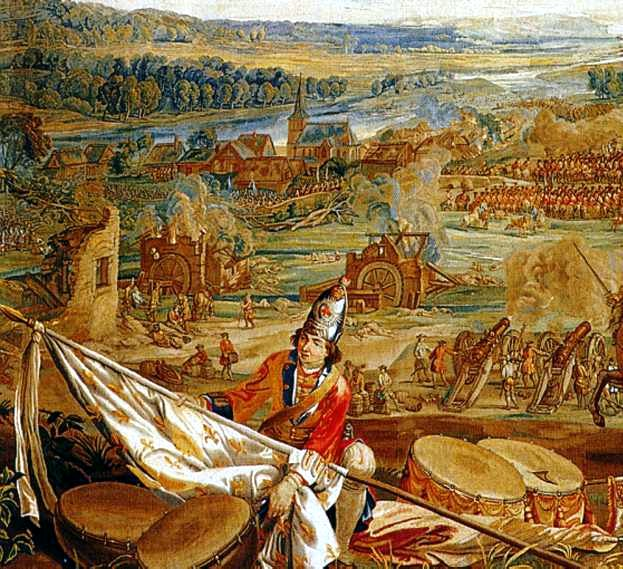
Fragment de la tapisserie de la bataille de Blenheim conservée au palais de Blenheim, domaine du duc de Marlborough. À l'arrière-plan le village de Blenheim ; au centre les ruines de deux moulins à aubes que Rowe saisit pour établir une tête de pont sur la rive « française » du Nebel. L'avant-plan présente un grenadier anglais avec un drapeau français capturé.

Judocus de Vos, Jost de Vos ou Josse de Vos (1661/1662–1734) est un tisserand flamand. Il a supervisé la fabrication de nombreuses tapisseries, plusieurs commandes servant à dépeindre des évènements de la guerre de Succession d'Espagne.

## Biographie
Judocus de Vos naît en 1661 ou 1662. Fils du tisserand Marcus de Vos, il prend les rênes de l'atelier à la mort de son père et augmente son activité commerciale. En 1699-1700, un Espagnol commande une série de 29 tapisseries qui dépeignent des scènes du Nouveau Testament.
En 1705, Jacobus de Vos dirige le plus grand atelier de tissage de Bruxelles. En effet, sur les 53 métiers à tisser de Bruxelles, de Vos en dirige 12, soit 6 de plus que son plus proche rival. Entre 1707 et 1717, le duc de Marlborough est l'un de ses meilleurs clients. En 1712, Charles VI d'Autriche commande une réédition de douze tapisseries qui détaillent le siège de Tunis de 1535, tâche qui prend pas moins de neuf ans à compléter à cause de la complexité des motifs.
Il meurt en 1734.
Judocus de Vos était également connu par les noms « Jost de Vos » ou « Josse de Vos ».

## Annexes

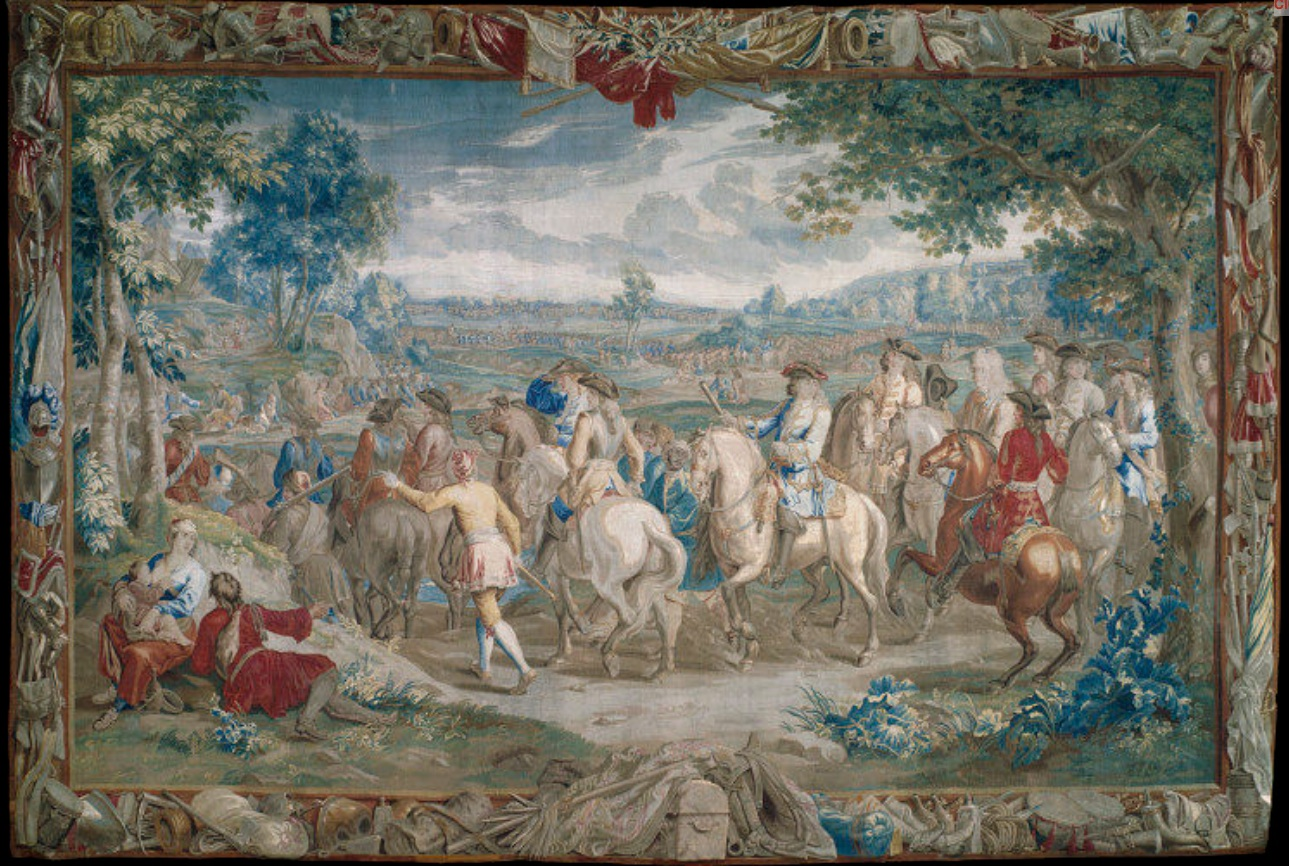
The March, selon un plan de Philipp De Hondt